# Aeshnidae

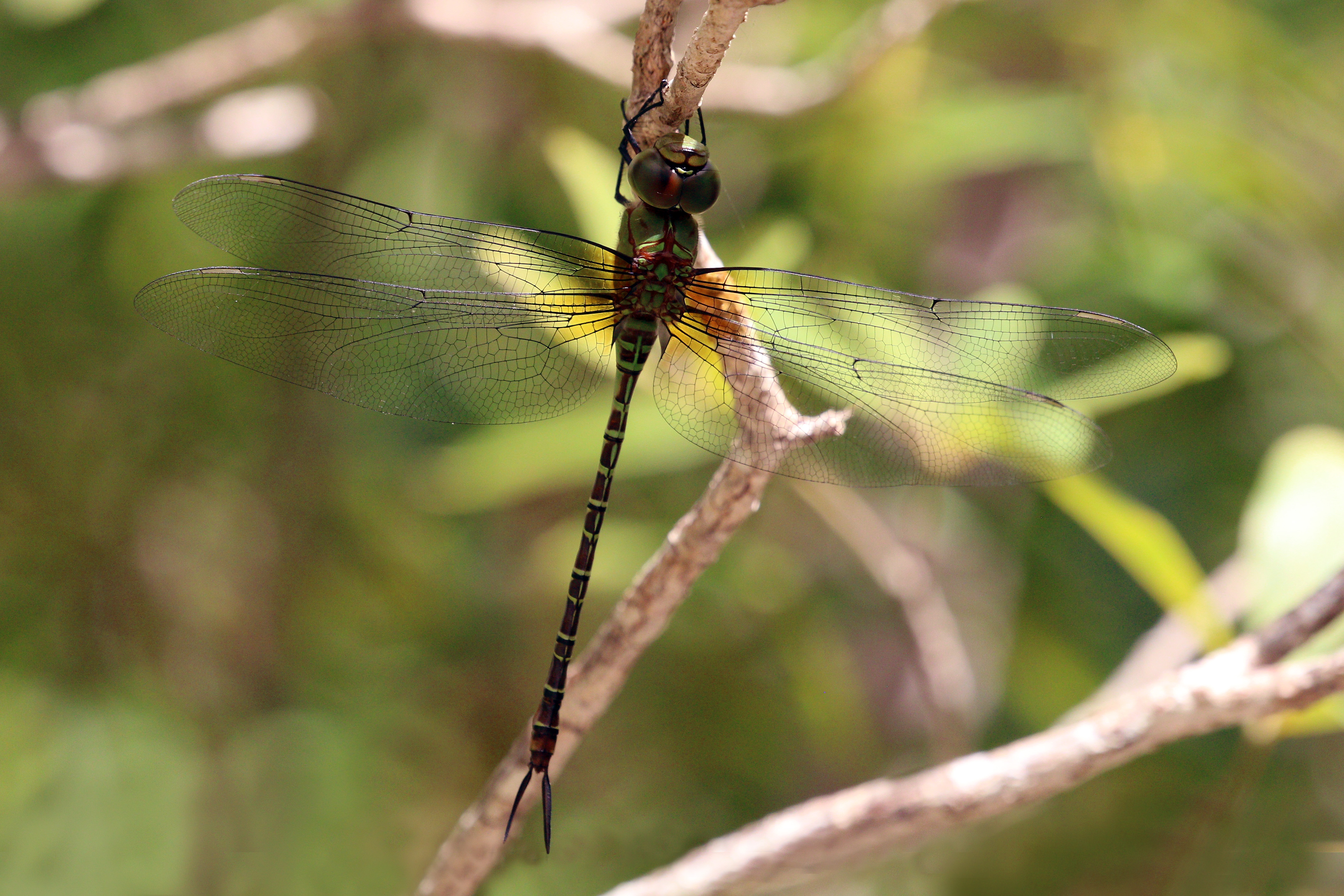
Coryphaeschna viriditas
Grand Cayman

Aeshnidae là một họ chuồn chuồn lớn ở Bắc Mỹ và cả châu Âu.

## Các chi
- Acanthaeschna Selys, 1883
- Adversaeschna Watson, 1992
- Aeschnophlebia Selys, 1883
- Aeshna Fabricius, 1775
- Afroaeschna Peters & Theischinger, 2011
- Agyrtacantha Lieftinck, 1937
- Allopetalia Selys, 1873
- Amphiaeschna Selys, 1871
- Anaciaeschna Selys, 1878
- Anax Leach, 1815
- Andaeschna De Marmels, 1994
- Antipodophlebia Fraser, 1960
- Austroaeschna Selys, 1883
- Austrogyncantha Tillyard, 1908
- Austrophlebia Tillyard, 1916
- Basiaeschna Selys, 1883
- Boyeria McLachlan, 1895
- Brachytron Evans, 1845
- Caliaeschna Selys, 1883
- Castoraeschna Calvert, 1952
- Cephalaeschna Selys, 1883
- Coryphaeschna Williamson, 1903
- Dendroaeschna Tillyard, 1916
- Dromaeschna Förster, 1908
- Epiaeschna Hagen in Selys, 1883
- Gomphaeschna Selys, 1871
- Gynacantha Rambur, 1842
- Gynacanthaeschna Fraser, 1921
- Heliaeschna Selys, 1882
- Indaeschna Fraser, 1926
- Limnetron Förster, 1907
- Linaeschna Martin, 1908
- Nasiaeschna Selys in Förster, 1907
- Neuraeschna Hagen, 1867
- Notoaeschna Tillyard, 1916
- Oligoaeschna Selys, 1889
- Oplonaeschna Selys, 1883
- Oreaeschna Lieftinck, 1937
- Periaeschna Martin, 1908
- Petaliaeschna Fraser, 1927
- Pinheyschna Peters & Theischinger, 2011
- Planaeschna McLachlan, 1896
- Plattycantha Förster, 1908
- Polycanthagyna Fraser, 1933
- Racenaeschna Calvert, 1958
- Remartinia Navás, 1911
- Rhionaeschna Förster, 1909
- Sarasaeschna Karube & Yeh, 2001
- Spinaeschna Theischinger, 1982
- Staurophlebia Brauer, 1865
- Telephlebia Selys, 1883
- Tetracanthagyna Selys, 1883
- Triacanthagyna Selys, 1883
- Zosteraeschna Peter & Theischinger, 2011